# Timmarna
Timmarna (originaltitel The Hours) är en amerikansk-brittisk dramafilm från 2002 i regi av Stephen Daldry, med Meryl Streep, Julianne Moore, Nicole Kidman i huvudrollerna. Filmen är baserad på den pulitzerprisbelönade romanen från 1998 med samma titel av Michael Cunningham.
Nicole Kidman belönades vid Oscarsgalan 2003 med en Oscar för bästa kvinnliga huvudroll, för sin roll som författaren Virginia Woolf.

## Handling
Utöver öppnings- och slutscenerna, som skildrar Virginia Woolf (spelad av Nicole Kidman) då hon 1941 begår självmord genom att dränka sig i floden River Ouse, består filmens berättelse av tre enskilda dagar från tre olika år; 1923, 1951 och 2001. Handlingen hoppar mellan de tre åren genom hela filmen.
Richmond utanför London, 1923. Virginia Woolf lever tillsammans med sin man Leonard (Stephen Dillane). Hon plågas av en depression och börjar skriva romanen Mrs Dalloway.
Los Angeles, 1951. Hemmafrun Laura Brown (Julianne Moore) är gravid och deprimerad. Hon försöker fly sitt besvärliga liv genom att läsa Mrs Dalloway.
New York, 2001. Clarissa Vaughan förkroppsligar (Meryl Streep) romanen Mrs Dalloways titelperson, när hon ska arrangera en fest för sin vän Richard (Ed Harris) som är sjuk i aids. När hon kommer för att hämta Richard till festen begår han självmord genom att kasta sig ut genom ett fönster.
De tre kvinnornas liv vävs på detta sätt samman, med Virginia Woolfs klassiska roman Mrs Dalloway som gemensam nämnare.

## Rollista i urval
1923
- Nicole Kidman – Virginia Woolf
- Stephen Dillane – Leonard Woolf
- Miranda Richardson – Vanessa Bell
- Lyndsey Marshal – Lottie Hope
- Linda Bassett – Nelly Boxall

1951
- Julianne Moore – Laura Brown
- John C. Reilly – Dan Brown
- Jack Rovello – Richard "Richie" Brown
- Toni Collette – Kitty
- Margo Martindale – Mrs. Latch

2001
- Meryl Streep – Clarissa Vaughan
- Ed Harris – Richard "Richie" Brown
- Allison Janney – Sally Lester
- Claire Danes – Julia Vaughan
- Jeff Daniels – Louis Waters
- Julianne Moore – Older Laura Brown